# Mitologia melanésia
A mitologia melanésia (ou melanésica) abrange o folclore, os mitos e a religião da Melanésia (os arquipélagos da Nova Guiné, as Ilhas do Estreito de Torres, as Ilhas do Almirantado, as Ilhas Salomão, a Nova Caledônia e Vanuatu. O professor Roland Burrage Dixon escreveu um relato sobre a mitologia desta região na obra The Mythology of All Races, publicada em 1916.
Desde então, a região desenvolveu novos cultos e lendas como resultado da exposição às civilizações ocidentais e seus missionários. Estes incluem os cultos de carga em que os nativos tentam restaurar o fornecimento de bens materiais que foram um efeito colateral da campanha nesta região durante a Guerra do Pacífico.

## Geografia
A Melanésia está localizada em duas divisões geográficas: a Nova Guiné com as ilhas adjacentes mais pequenas formando uma só, e a longa série de ilhas que ficam a norte e a leste, desde o Grupo do Almirantado até à Nova Caledônia e às Fiji, constituindo a outra. Do ponto de vista antropológico, a população da região melanésica é extremamente complexa, sendo composta por vários tipos raciais diferentes. Embora o conhecimento detalhado da área ainda seja muito fragmentado para tirar tais conclusões, pode-se dizer que pelo menos três grupos podem ser reconhecidos. Presumivelmente, o mais antigo e subjacente a todos os outros, embora agora confinado a certas partes mais inacessíveis do interior da Nova Guiné e, possivelmente, a algumas ilhas do Arquipélago Oriental, são várias tribos Negrito em relação às quais até agora se tem apenas os detalhes mais escassos. A maior parte da população do interior da Nova Guiné, de extensões consideráveis de suas costas sul, sudoeste e norte, e de porções de outras ilhas forma um segundo estrato conhecido como Papua. O material mitológico deles é extremamente escasso. O terceiro tipo é aquele que ocupa grande parte do sudeste da Nova Guiné, juntamente com parte de suas costas do norte e noroeste, e forma a maioria dos habitantes das ilhas que chegam das Ilhas do Almirantado até Fiji. Estritamente falando, o termo "melanésio" só deve ser aplicado a este grupo; e a partir dele e das misturas papuo-melanésios, da qual a maior parte do material mítico disponível atualmente foi derivado.
É bem evidente que nenhuma apresentação adequada da mitologia de toda a região melanésica, utilizando o termo em seu sentido geográfico mais amplo, ainda pode ser feita; o mais que pode ser realizado é apresentar um esboço do material derivado do que é claramente o último estrato da população e complementar isso, quando possível, por informações tão fragmentárias que possuímos do grupo da Papua mais antigo. Da mitologia Negrita, aqui, como no caso da Indonésia, absolutamente nada é conhecido.

## Resumo
O material sobre a mitologia da Melanésia, embora incomplet e fragmentado, parece claramente demonstrar a existência de dois estratos distintos, um dos quais pode ser chamado de Papua, e o outro melanésio. O primeiro é melhor representado entre as tribos Kai da região ao norte do Golfo de Huon na Nova Guiné alemã, bem como pelo Baining e Sulka do norte da Nova Bretanha, e podem ser rastreados, mais ou menos claramente, entre as tribos costeiras restantes tanto a Nova Guiné alemã, quanto a britânica; considerando que é muito menos evidente nas Ilhas Banks, nas Novas Hébridas e nas Ilhas Fiji. O estrato melanésio, por outro lado, é talvez o mais desenvolvido no leste da Melanésia, ou seja, Santa Cruz, as Ilhas Banks, as Novas Hébridas e Fiji; embora esteja bem representada em todos os distritos litorais da Nova Guiné, entre as tribos da costa do norte da Nova Bretanha e nas Ilhas do Almirantado. O que se chamou de mitologia papuense parece caracterizar-se por uma relativa ausência de mitos cosmogônicos, pela proeminência de fantasmas e por uma simplicidade geral e ingenuidade; e esta categoria também parece mostrar um extenso desenvolvimento de contos de distribuição apenas local, correspondendo à discreção e à falta de relacionamento no campo linguístico. O estrato melanésio, por outro lado, exibe uma evolução consideravelmente maior ao lado da cosmogonia, um gosto especial por contos canibais e um caráter dualista rudimentar que é revelado nas muitas histórias dos irmãos heróis das culturas do tipo "sábia e tola". Um exame mais aprofundado deste tipo melanésio parece indicar que não é de modo algum uma unidade, embora, por causa do caráter do material, quaisquer conclusões devem ser outrora tentadas. O seguinte grupo é sugerido:
- Mitos da distribuição geral em toda a Melanésia;
- aqueles confinados mais ou menos estritamente à Nova Guiné e à vizinhança imediata;
- e aqueles com restrições semelhantes em sua distribuição a Fiji, Novas Hébridas e Bancos, e Ilhas Santa Cruz.

Se, agora, em vez de limitar nossa visão somente à Melanesia, incluímos toda a área oceânica e procuramos descobrir o relacionamento da mitese melanésica com a das seções adjacentes, parece que, enquanto dos dois tipos principais (papua e melanésio) o primeiro mostra pouco em comum com qualquer uma das outras regiões oceânicas, o último, ao contrário, exibe inúmeras e interessantes relações com a Indonésia, Micronésia e Polinésia, e alguns, mesmo com a Austrália. O tipo de incidentes melanésios que revelam semelhanças com essas outras áreas podem ser divididos em quatro grupos:
- Aqueles cujas semelhanças são apenas com a Indonésia;
- apenas com Polinésia;

Com a Indonésia e a Polinésia;
- e com a Micronésia.

O primeiro desses grupos está representado muito mais forte na Nova Guiné do que no arquipélago oriental; e na Nova Guiné é muito mais proeminente na costa norte do que no sul. Parece manifestar influências da Indonésia que, no curso das migrações para o leste, não se estenderam além da Melanésia e que eram maiores na Nova Guiné e nas proximidades do que nos arquipiélagos orientais e distantes. O segundo grupo — de um modo inesperado — é, como o primeiro, mais proeminente na Nova Guiné do que para o leste, mas é melhor representado na costa sul do que o primeiro grupo. Do caráter dos incidentes e da sua distribuição em Melanésia e Polinésia, este grupo parece incluir: (a) incidentes preponderantemente melanésicos, emprestados pelos antepassados polinésios e carregados com eles na Polinésia; e (b) incidentes de desenvolvimento polinésio que foram transmitidos para o oeste como resultado do provável reflexo tardio dos povos polinésios em partes da melanésia oriental.
O terceiro grupo, que inclui incidentes de mitos da Indonésia, da Melanésia e da Polinésia, é contrastado com os outros, na medida em que é melhor representado na melanésia oriental. Teoricamente, esses incidentes podem ser considerados como uma parte daqueles trazidos pelos antepassados polinésios de seus lares indonésios e ainda preservados por eles na Polinésia. Sua presença na Melanésia seria, assim, hipoteticamente, devido às suas terem sido tomadas pelos polinésios migrantes, e sua maior proeminência no arquipélago do leste seria esperada, como presumivelmente nesta área, em vez de na Nova Guiné, que durante sua migração, os antepassados polinésios tomaram a mais longa parada e exerceram sua maior influência sobre a população aborígene. O último grupo, composto por incidentes comuns à Melanésia e à Micronésia, é igualmente representado na Nova Guiné e no arquipélago oriental. O número relativamente grande de semelhanças entre Micronésia e Melanésia é apenas o que se espera, devido às muitas evidências derivadas de outras fontes, de relacionamento entre os povos das duas áreas; mas a quantidade de acordo com Melanésia oriental é bastante impressionante.

## Mitos das origens e do dilúvio
Aparentemente, uma das características mais claras da mitologia da região melanésica é a quase total falta de mitos relativos à origem do mundo. Com uma ou duas exceções, a Terra parece ser considerada como sempre existido na mesma forma que hoje. Nas Ilhas do Almirantado, uma parte da população acreditava que, não havia nada além de um mar generalizado; e um mito afirma que neste mar nadou uma grande serpente, que, desejando um lugar em que ele poderia descansar, gritou: "Deixe o arrecife subir!", e o recife surgiu do oceano e tornou-se terra firme. Outra versão difere em que um homem e uma mulher, depois de ter flutuado sobre o mar primitivo, escalaram um pedaço de madeira e se perguntavam se o oceano se apagaria ou não. Por fim, as águas se retiraram completamente, e a terra apareceu cheia de colinas, contudo, estéril e sem vida. Depois disso, os dois seres plantaram árvores e criaram alimentos de vários tipos. Em Nova Bretanha, entre as tribos costeiras da Península Gazelle, encontramos a história familiar da pesca da terra do fundo do mar, uma tarefa que foi realizada pelos dois heróis culturais irmãos, To-Kabinana e To-Karvuvu. A mesma história em detalhes um pouco maior é encontrada também no sul das Novas Hébridas. Esta concepção de um mar primordial é amplamente encontrada na Polinésia central, na Micronésia e na Indonésia, e é talvez significativo que aparentemente ocorre na Melanésia apenas na margem norte, onde o contato com os povos não-melanésicos seria teoricamente esperado. Uma filiação muito mais próxima com a Polinésia é mostrada, no entanto, em outra classe de origem.
Se há pouco interesse no início do mundo na região melanésica, não se pode dizer o mesmo sobre a origem da humanidade, pois neste assunto há material considerável e amplamente variável. Três tipos de mitos podem ser reconhecidos: (1) aquele em que a humanidade é diretamente criada por alguma divindade ou ser preexistente; (2) aquela em que o homem vem sendo espontâneo ou mágico; e (3) aonde a humanidade desce da terra do céu.

## Criação da humanidade
Nas Ilhas do Almirantado diz-se que um homem chamado Manual estava sozinho e ansiava por uma esposa. Então ele pegou seu machado, entrou na floresta e cortou uma árvore, e depois de ter formado o baú na figura de uma mulher, ele disse: "Minha madeira, se tornou uma mulher!", e a imagem veio à vida. Nas Ilhas Banks é dito um conto um pouco mais elaborado. Qat foi o primeiro homem a cortar madeira da arvore de dracaena e formá-la em seis figuras, três homens e três mulheres. Quando os terminou, ele os escondeu por três dias. Dançando na frente deles e vendo que eles começaram a se mover, ele bateu o tambor diante deles, e eles se moveram ainda mais, e "assim ele os seduziu para a vida". Então ele os dividiu em três pares, homem e esposa. Agora, Marawa, que era malvado e tinha inveja, viu o que Qat tinha feito e determinado a fazer o mesmo. Então ele tomou uma madeira de outro tipo, e quando ele formou as imagens, colocou-as e bateu o tambor diante delas, e deu-lhes a vida como Qat tinha feito. Mas quando os viu se mover, ele cavou um poço e cobriu o fundo com frondes de coco, enterrando seus homens e mulheres nele por sete dias. Quando ele os destruiu novamente, encontrou-os inanimados e decompostos, sendo essa a origem da morte entre os homens. De acordo com outra versão desta mesma região, enquanto o primeiro homem era feito de argila vermelha por Qat, ele criou a primeira mulher de hastes de galhos flexíveis cobertos com as espinhas das palmeiras de sagú, assim como os nativos atualmente fazem os chapéus altos que são usado nas danças sagradas.
Um conto da criação do homem é contado nas Novas Hébridas.
Takaio fez dez figuras de homens do lodo. Quando terminaram, ele soprou sobre eles, soprou sobre os olhos, as orelhas, a boca, as mãos, os pés e, assim, as imagens ficaram vivas. Mas todas as pessoas que ele tinha eram homens e Takaio não estava satisfeito. Então ele lhes disse para acender um fogo e cozinhar um pouco de comida. Quando eles o fizeram, ordenou que eles parassem e ele jogou em um deles uma fruta […] Os homens foram transformados em uma mulher. Então Takaio ordenou que a mulher ficasse sozinha na casa. Depois de um tempo, ele enviou um dos nove homens para pedir fogo, e ela o cumprimentou como seu irmão mais velho. Um segundo foi enviado para pedir água, e ela o cumprimentou como seu irmão mais novo. E assim, um após o outro, ela os cumprimentou como parentes, todos menos o último, recebido como marido. Então, Takaro disse a ele: "Pegue ela como sua esposa, e vocês dois viverão juntos".
Uma versão ainda diferente é a da Nova Bretanha.
No início, um ser desenhou duas figuras de homens no chão, e depois, cortando-se com uma faca, polvilhou os dois desenhos com o sangue e cobriu-os com folhas, resultando que eles ganharam vida como To-Kabinana e To-Karvuvu. O primeiro então escalou uma árvore de nozes de coco, e escolhendo dois mortos, jogou-os no chão, onde eles eclodiram e se transformaram em duas mulheres, que ele tomou como suas esposas. Seu irmão perguntou-lhe como ele tinha sido possuído pelas duas mulheres, e To-Kabinana disse a ele. Consequentemente, To-Karvuvu também escalou uma árvore e também jogou duas nozes; mas eles caíram de modo que seu lado inferior atingiu o chão, e deles vieram duas mulheres com narizes tortos e feios. Então To-Karvuvu estava com ciúmes porque as esposas de seu irmão eram melhores que as dele, e ele pegou uma das cônjuges de To-Kabinana, abandonando as duas mulheres feias que eram dele.
Outra versão da mesma região revela mais claramente a distinção entre os personagens dos dois irmãos e serve além disso, para explicar as duas classes de casamento em que as pessoas estão divididas:
To-Kabinana disse a To-Karvuvu, "Você recebe dois cocos de cor clara. Um deles você deve esconder, depois traga o outro para mim". To-Karvuvu, no entanto, não obedeceu, mas obteve uma clara e uma escura, e tendo escondido a última, ele trouxe a de cor clara para seu irmão, que o amarrou ao tronco de sua canoa e se sentou no arco, remando para o mar. Ele não prestou atenção ao barulho que a noz fez quando atingiu os lados da sua canoa nem olhou ao redor. Logo, a casca de coco se transformou em uma mulher bonita, sentada no tronco da canoa, e dirigia, enquanto To-Kabinana rematava. Quando ele voltou para a terra, seu irmão estava apaixonado pela mulher e desejava levá-la como sua esposa, mas To-Kabinana recusou seu pedido e disse que agora faria outra mulher. Consequentemente, To-Karvuvu trouxe a outra do coco, mas quando seu irmão viu que era de cor escura, ele censurou To-Karvuvu e disse: "Você é realmente um sujeito tolo, trouxe miséria sobre nossa raça mortal. Agora, seremos divididos em duas classes, você e nós". Então amarraram a nozes de coco ao caule da canoa, e remando como antes, a nozes se transformou em uma mulher de pele escura; mas, quando eles voltaram para a costa, To-Kabinana disse: "Infelizmente, você só arruinou nossa raça mortal. Se todos nós estivéssemos apenas uma pele, não deveríamos morrer. Agora, porém, essa mulher de pele escura produzirá um grupo e a mulher de pele clara, e os homens de pele clara se casarão com a mulher de pele escura, e os homens de pele escura se casarão com as mulheres de pele clara. E assim, a Kabinana dividiu a humanidade em duas classes.

## Origem da humanidade de outras fontes
Passando agora ao segundo tipo de contos da origem da humanidade, a crença em uma origem direta ou indireta de aves pode ser considerada. Nas Ilhas do Almirantado, de acordo com uma versão, uma pomba tinha dois jovens, um dos quais era um pássaro e um homem, que se tornou o antepassado da raça humana por uma união incestuosa com sua mãe. Outra recensão é que uma tartaruga colocou dez ovos de onde foram incubadas oito tartarugas e dois seres humanos, um homem e uma mulher; e estes dois, casando-se, tornaram-se os ancestrais de pessoas de pele clara e de pele escura. Na outra extremidade da Melanésia, em Fiji, diz-se que um pássaro colocou dois ovos que foram incubados por Ndengei, a Grande Serpente, um menino vindo de um, e uma menina do outro. Uma variante disso é encontrada nos estreitos de Torres, onde, de acordo com os habitantes insulares do leste, um pássaro que colocou um ovo, uma larva ou um verme foi desenvolvido a partir dele, que então se transformou em forma humana.
Os mitos da origem dos homens ou de deidades de um coágulo de sangue são de interesse em suas relações com outras áreas da Oceania. Uma versão vem novamente das Ilhas do Almirantado. Uma mulher, chamada Hi-asa, que morava sozinha, um dia cortou o dedo ao raspar as tiras de pandanus. Coletando o sangue da ferida em uma casca de mexilhão, ela colocou uma capa sobre ela e colocou-a fora; mas, depois de onze dias, quando olhou a casca, viu que continha dois ovos. Ela os cobriu, e depois de vários dias eles eclodiram, um produzindo um homem e o outro uma mulher, que se tornaram pais da raça humana. Na ilha vizinha de Nova Bretanha, um conto dá a origem similar para os dois irmãos To-Rabinana e To-Karvuvu:
Enquanto uma velha estava vagar no mar à procura de mariscos, seus braços a feriram, e assim, pegando duas tiras afiadas de pandanus, arranhou e cortou primeiro um braço e depois o outro. As duas tiras de pandanus, assim cobertas com o sangue dela, arrumaram-se num monte de lixo que pretendia queimar; mas depois de um tempo a pilha começou a inchar, e quando ela estava prestes a acender, viu que dois meninos haviam crescido de seu sangue — do sangue do braço direito, To-Kabinana e da sua esquerda Braço, To-Karvuvu.
Em vários pontos da Nova Guiné alemã, encontramos contos semelhantes de crianças originárias de coágulos de sangue, embora aqui, devemos notar, eles não são considerados pais da humanidade.
Uma origem da raça humana de plantas parece definitivamente declarada apenas nas Ilhas Salomão, onde é dito que dois nós começaram a brotar em uma haste de cana-de-açúcar, e quando a cana abaixo de cada broto brotou, de um emitiu um homem e do outro uma mulher, estes tornam-se os pais da humanidade. Com isso, podemos comparar os contos da Nova Bretanha. Dois homens (às vezes descritos como To-Kabinana e To-Karvuvu) estavam pescando de noite e, enquanto estavam tão envolvidos, um pedaço de cana de açúcar selvagem flutuava na rede, onde se enredou. Desengatando-o, jogaram-no fora, mas novamente foi enredado e foi descartado mais uma vez. Quando, no entanto, foi pego pela terceira vez, eles decidiram plantá-lo e fizeram isso. Com a raiz, cresceu e, depois de um tempo, começou a inchar, até um dia, enquanto os dois homens estavam ausentes no trabalho, a fronte eclodiu e dela saiu uma mulher que cozinhou comida para os homens e depois voltou para o esconderijo. Os dois voltaram de seu trabalho e ficaram muito surpresos ao encontrar sua comida pronta para eles; mas, como aconteceu no dia seguinte, na manhã seguinte, eles se esconderam para ver quem era que preparara seus alimentos. Depois de um tempo a haste se abriu e a mulher saiu, então eles imediatamente a seguraram e a seguraram rapidamente. Em algumas versões, a mulher tornou-se a esposa de um dos homens, e toda a humanidade descendeu do par. Uma origem da primeira mulher de uma árvore e do primeiro homem da terra é dada pelas tribos papuas de Elema na Nova Guiné britânica; enquanto nas Novas Hébridas se diz que o primeiro ser feminino surgiu de uma nozes que se transformou em uma mulher.
A origem do homem a partir de uma pedra é contada pelo Baining of Nova Britânia. Os únicos seres no mundo eram o sol e a lua, mas se casaram, e de sua união nasceram pedras e pássaros, o primeiro se transformando em homens, o último em mulheres, e a partir deles o Baining desceu. A origem do próprio Qat é atribuída no Grupo Banks a uma pedra que, no início, explodiu e deu origem ao herói da cultura — um conceito que lembra os contos da fonte dos primeiros seres sobrenaturais em Tonga, Celebes e os Grupos da União e Gilbert. O terceiro tipo de mito do início da humanidade até agora foi relatado aparentemente apenas de uma parte da Nova Guiné alemã.

## Origem do mar
Embora a melanésia pareça caracteristicamente com falta de mitos da origem do mundo, um conto contando a origem do mar é amplamente difundido. Conforme anunciado pelo Baining na Nova Britânia, a história é a seguinte:
No início, o mar era muito pequeno — apenas um pequeno buraco de água, pertencente a uma velha e de onde obteve a água salgada pelo aroma de sua comida. Ela manteve o buraco escondido sob uma tampa de pano de toalha, e embora seus dois filhos repetidamente perguntacam a ela de onde ela obteve a água salgada, ela se recusava a responder. Então eles decidiram assistir e eventualmente a surpreenderam ao levantar a tampa e mergulhar a água salgada. Quando ela se foi, eles foram ao local e rasgaram a tampa aberta; e quanto mais longe eles rasgaram, maior se tornava o buraco de água. Aterrorizados com isso, fugiram, cada um carregando um canto do pano; e assim a água se espalhou e se espalhou até se tornar o mar, que se elevou de modo que apenas algumas rochas, cobertas de terra, ficaram acima dela. Quando a velha viu que o mar aumentava constantemente, ela temia que o mundo inteiro estivesse coberto por ela, então ela preparou os galhos ao longo da borda, impedindo o oceano de destruir todas as coisas.

## Origem do sol e da lua
Da origem do sol e da lua, contam-se vários contos. Nas Ilhas do Almirantado, diz-se que, quando o mar secou para que o homem aparecesse, os dois primeiros seres, depois de plantar árvores e criar plantas alimentares, fizeram dois cogumelos, um dos quais o homem jogou no céu, criando a lua, enquanto a mulher jogou o outro para cima e formou o sol. Um conto diferente é dado pelas pessoas do sul da Nova Guiné britânica. De acordo com o conto, um homem estava cavando um buraco profundo e um dia quando descobriu a lua como um pequeno objeto brilhante. Depois que ele a retirou, começou a crescer e, finalmente, escapando de suas mãos, subiu até o alto do céu. Se a lua tivesse sido deixada no chão até que ela nascesse naturalmente, teria dado uma luz mais brilhante; mas desde que foi retirada prematuramente, ela derramava apenas raios fracos. Com isso, podemos comparar um conto da Nova Guiné alemã que relata como a lua foi originalmente escondida em uma jarra por uma mulher velha. Alguns meninos descobriram isso e, em secredo, abriram o frasco, e a lua voou para fora; e, embora tentassem segurá-la, escorregaram de suas mãos e subiram ao céu, levando as marcas de suas mãos na superfície. O povo das Ilhas de Woodlark tem outro conto em que a origem do sol e da lua está ligada à origem do fogo. De acordo com o conto, no início, uma velha era a única dona do fogo, e ela sozinha podia comer comida cozida, enquanto outras pessoas deveriam devorar as suas coisas cruas. Seu filho disse a ela: "Você é cruel. Você vê que o taro tira a pele da nossa garganta, mas você não nos dá fogo com a qual cozinhar"; contudo, ela se mostrava obstinada, e roubando algumas das chama, entregou ao resto da humanidade. Com raiva de sua prática, a velha agarrou o que restava do seu fogo, dividiu-o em duas partes e jogou no céu, a maior porção tornou-se o sol, e a menor, a lua.
Em todos esses mitos, o sol e a lua parecem ser considerados objetos inanimados, ou pelo menos como tal, na origem. Outros contos, no entanto, considera-os seres vivos. Como exemplo, podemos tomar a versão dada por uma das tribos do distrito de Massim da Nova Guiné britânica:
Um dia, uma mulher que estava observando seu jardim perto do oceano, vendo um grande peixe ostentando no surf, saiu na água e jogou com o peixe, continuando fazendo isso por vários dias. De vez em quando, a perna da mulher, contra a qual o peixe tinha esfregado, começou a inchar e tornou-se dolorida até que finalmente conseguiu que seu pai fizesse um corte no inchaço, quando fora uma criança. O menino, que se chamava Dudugera, cresceu entre os outros filhos da aldeia até um dia, ao jogar um jogo, jogou seu dardo sobre os outros filhos, em vez da marca, e então eles se irritaram e abusaram dele, provocando-o com seus filhos. Temendo que os outros pudessem realmente prejudicá-lo, a mãe de Dudugera decidiu enviá-lo para o pai dele; então levou o menino à praia, e depois disso o grande peixe veio, agarrou-o na boca e o levou para o leste. Antes de partir, Dudugera advertiu sua mãe e parentes para se refugiarem sob uma grande rocha, pois em breve ele disse que iria subir de um pandanus e de lá para o céu e, como o sol, destruiria todas as coisas com o calor. Então, de fato aconteceu e, exceto sua mãe e seus parentes que atenderam o conselho de Dudugera, quase todos pereceram. Para evitar sua aniquilação total, sua mãe tomou uma calabaza de cal e subindo em uma colina perto da qual o sol se levantou, lançou a lima em seu rosto quando ele subiu, o que fez com que o sol fechasse os olhos e, assim, diminuísse a quantidade de calor.
O conceito que originalmente não havia noite é bastante característico da mitologia da Melanésia: o dia era perpétuo e a noite foi descoberta ou trazida para a humanidade. Nas Ilhas Banks, depois que Qat formara homens, porcos, árvores e pedras, ele ainda não sabia como fazer a noite, pois a luz do dia era contínua. Seus irmãos lhe disseram: "Isso não é nada agradável. Aqui não tem nada além do dia. Você não pode fazer algo por nós?" Quando Qat soube que em Vava, nas Ilhas das Torres, que havia noite, então ele pegou um porco, e foi a Vava, onde ele comprou a noite de I-Qong, a Noite, que morava lá. Outros contos dizem que Qat navegou até o limite do céu para comprar a noite da Noite, que enrubesceu as sobrancelhas, mostrou estar a dormir e ensinou-lhe como fazer o amanhecer. Qat voltou para seus irmãos, trazendo uma galinha e outras aves para avisar o amanhecer. Ele pediu a seus irmãos que preparassem leitos de frondes de coco. Então, pela primeira vez, eles viram o sol se pondo no oeste, e eles gritaram para Qat que estava rastejando. "Vai logo desaparecer", disse ele, "e se você vir uma mudança na superfície da terra, é a noite", então ele soltou a noite "O que isso está saindo do mar e cobrindo o céu?", perguntou. "Essa é a noite", disse ele, "sente-se em ambos os lados da casa, e quando você sentir algo em seus olhos, deite-se e fique quieto". Atualmente estava escuro e seus olhos começaram a piscar. "Qat! Qat! O que é isso? Vamos morrer?". "Feche seus olhos", disse ele, "é isso, vá dormir". Quando a noite durou o suficiente, o galo começou a cantar assim como as demais aves; Qat tomou uma obsidiana vermelha e cortou a noite com ela, a luz sobre a qual a noite se espalhou, brilhava novamente, e os irmãos de Qat acordaram.

## Origem do fogo
Os mitos da origem do fogo apresentam uma série de tipos interessantes na área da Melanésia. Podemos começar com a forma amplamente atual na Nova Guiné britânica. De acordo com uma versão contada pelos Motu, os antepassados do povo atual não tinham fogo e comeram seus alimentos crus ou cozinhados no sol até um dia eles perceberam uma fumaça, subindo do mar. Um cachorro, uma cobra, um rato grande, um pássaro e um canguru viram a fumaça e perguntou: "Quem vai correr até lá?" Primeiro, a cobra disse que tentaria, mas o mar era muito difícil de percorrer, e foi obrigada a voltar. Então o rato foi, mas ele também teve que retornar. Um após o outro, todos tentaram, mas o cachorro, e todos não tiveram sucesso. Então o cachorro começou e nadou e nadou até chegar à ilha de onde a fumaça subiu. Lá viu mulheres cozinhando com fogo, e segurando uma marca ardente, ele correu para a costa e nadou com segurança para trás até o continente, onde ele entregou a todas as pessoas.
Algumas das tribos de Massim do leste da Nova Guiné britânica dão uma origem bastante diferente, segundo as quais as pessoas não tinham fogo no início, mas simplesmente aqueceram e secaram seus alimentos ao sol. Havia, no entanto, uma certa velha chamada Goga, que preparava comida para dez dos jovens, mas para si mesma preparava comida com fogo, que obteve de seu próprio corpo. Antes que os meninos voltassem para casa todos os dias, esvaziou todos os vestígios do fogo e toda sorte de comida cozida para que não conhecessem seu segredo; mas um dia obteve um pedaço de taro fervido, acidentalmente, entre a comida dos rapazes, e quando o mais jovem comeu, achou muito melhor do que o que costumava ser dado a ele. Os jovens resolveram descobrir o segredo, então, no dia seguinte, quando foram caçar, o mais jovem se escondeu em casa e viu a velha tirar o fogo de seu corpo e cozinhar com ele. Depois que seus companheiros voltaram, ele lhes contou o que tinha visto, e eles decidiram roubar algum fogo. Consequentemente, no dia seguinte, cortaram uma enorme árvore, sobre a qual todos tentaram saltar, mas apenas os mais jovens conseguiram, então o selecionaram para roubar o fogo. Ele esperou até que os outros tivessem ido, e depois rastejando de volta para a casa, ele agarrou a arma de fogo quando a velha não estava olhando e fugiu com ela. A velha o perseguiu, mas ele pulou sobre a árvore, o que ela não conseguiu fazer. Enquanto ele correu, no entanto, a marca queimou sua mão, e ele a deixou cair na grama seca, que pegou o incêndio e ateou fogo a um pandanus que estava perto. No buraco desta árvore, vivia uma cobra, cuja cauda pegou fogo e queimou como uma tocha. A velha, achando que não conseguia ultrapassar o ladrão, causou uma grande chuv, esperando assim apagar o fogo, mas a cobra ficou no buraco e a cauda não se extinguiu. Quando a chuva parou, os meninos saíram para procurar fogo, mas não encontraram nenhum, porque a chuva havia deixado tudo fora; mas finalmente viram o buraco na árvore, tiraram a cobra e quebraram a cauda, que ainda estava acesa. Então, fazendo uma grande pilha de madeira, incendiaram-se e as pessoas de todas as aldeias chegaram e receberam fogo, que eles levaram para casa com eles. "Pessoas diferentes usaram diferentes tipos de madeira para suas armas de fogo e as árvores das quais eles levaram suas marcas se tornaram seus pitani [[[totem|tótens]]]". Uma cobra, neste conto, desempenha o papel de salvador do fogo; mas em outras versões do mito, a serpente é a verdadeira fonte ou portadora da chama. Uma versão das Ilhas do Almirantado é a seguinte:
A filha de Ulimgau entrou na floresta. A serpente a viu, e disse: "Vem!", e a mulher respondeu: "Quem teria por um marido? Você é uma serpente. Não vou me casar com você." Mas ele respondeu: "Meu corpo é realmente o de uma serpente, mas o meu discurso é o de um homem. Vem!" E a mulher foi e se casou com ele, e depois de um tempo, ela deu à luz um menino e uma menina, e seu marido-serpente começou a repudiá-la, e disse: "Vai, vou cuidar deles e dar-lhes comida." E a serpente alimentou as crianças e elas cresceram. E um dia eles estavam com fome, e a serpente disse a eles: "Vocês, vão pescar." E eles pegaram os peixes e os trouxe a seu pai. E ele disse: "Cozinhem o peixe." E eles responderam: "O sol ainda não aumentou." Pouco a pouco o sol se levantou e aquecendo o peixe com os seus raios, eles puderam comer a comida ainda crua e sangrenta. Então a serpente disse a eles: "Vocês dois são espíritos, para comer a comida crua talvez vocês me comeriam. Você, menina, fica... E você, menino, rasteje na minha barriga." E o menino estava com medo e disse: "O que devo fazer?" Mas seu pai lhe disse: "Venha", e ele penetrou na barriga da serpente. E a serpente disse a ele: "Tome o fogo e traga-o para fora com sua irmã. Saia e reuna cocos, e inhame, e taro, e bananas." Então o rapaz se arrastou para fora de novo, trazendo o fogo da barriga da serpente. E, em seguida, tendo trazido a comida, o menino e a menina acenderam um fogo com a marca que o rapaz tinha garantido e prepararam a comida. E quando eles já haviam comido, a serpente disse-lhes: "É o meu tipo de comida ou o seu tipo de comida o melhor?" E eles responderam: "Sua comida é boa, a nossa é ruim."
Semelhante a este em que o elemento ígneo foi obtido a partir das cobras, é uma corrente mítica na Nova Britânia. Houve uma época em que os Sulka eram ignorantes do fogo; mas um dia um homem chamado Emakong perdeu um de seus ornamentos, que caíram em um córrego. Tirando a tanga ele pulou na água e mergulhou para recuperar o objeto perdido, mas ficou surpreso, ao atingir o fundo, para encontrar-se no quintal de uma casa. Muitas pessoas se aproximaram e perguntaram-lhe o nome dele, e quando ele respondeu que era chamado Emakong, um deles disse: "Oh, esse também é o meu nome", ao que ele tomou o homem desnorteado para a casa dele e deu-lhe um novo lombo de pano. Grande foi o espanto de Emakong ver um fogo naquela casa. No começo, ele estava com medo, mas depois de ter sido dado o alimento cozido e tinha encontrado este muito melhor do que as iguarias que ele sempre tinha comido antes, perdeu o medo da coisa nova. Quando se tornou noite, os grilos começaram a cantar e isso também o alarmou, pois no mundo de cima não havia noite, e os grilos eram desconhecidos. Seu terror tornou-se ainda maior, no entanto, quando ouviu aplausos retumbantes do trovão de todos os lados e viu todas as pessoas se transformarem em cobras para dormir. Seu xará tranquilizou-o, no entanto, disse que ele não precisaria temer, pois esse era seu costume, e quando o dia surgisse novamente, todos iriam retornar à sua forma humana. Pela manhã, quando os pássaros cantavam para anunciar a vinda do novo dia, ele acordou, e todas as serpentes novamente transforam-se em homens. Seu xará então fez um pacote para ele, contendo a noite, um povo de fogo, alguns grilos, e os pássaros que cantam ao amanhecer, e com isto, Imakong subiu a água. Ao chegar à praia, ele jogou o fogo no capim seco, mas quando as pessoas viram o fogo e ouviu o crepitar das chamas, ficaram muito alarmados e todos fugiram. Emakong, no entanto, correu atrás deles e dizendo-lhes de suas aventuras, explicou-lhes o uso das coisas que ele tinha trazido.

## Origem da morte
Embora não cosmogônicos no sentido mais estrito do termo, podemos convenientemente incluir aqui os mitos dados para explicar a origem da morte. De acordo com a versão atual em Ambrym, as divindades boas e más estavam discutindo com o homem depois de ele ter sido feito. O ancestral disse: "Nossos homens parecem se dar bem, mas você não tinha notado que suas peles começaram a enrugar, eles são ainda jovens, mas quando eles forem velhos, vão se tornar muito feios. Então, quando isso acontecer, nós vamos esfolá-los como uma enguia, e uma nova pele vai crescer, e, assim, os homens devem renovar sua juventude como as cobras e assim ser imortal." Mas a divindade maligna respondeu: "Não, não deve ser assim, quando um homem é velho e feio, vamos cavar um buraco no chão e colocar o corpo ali, e assim será sempre entre seus descendentes". E como o aquele que tinha a última palavra prevalecia, a morte veio ao mundo.
Com isto, podemos comparar outra forma de mito como disse nas Ilhas Banks, segundo a qual, os homens começando não morreram, mas lançou suas peles como cobras e caranguejos, e, assim, foi renovada sua juventude. Um dia, uma mulher velha foi para uma corrente a fim de mudar sua pele e jogou o velho para a água, onde, como ele flutuou ao longe, ficando em cima de um pau. Quando ela voltou para casa, seu filho se recusou a reconhecê-la em sua forma nova e jovem, e para acalmar a criança, que chorava sem cessar, ela voltou e teve sua pele velha, e pôs-se colocá-la novamente. A partir desse momento os homens deixaram de lançar suas peles e morreriam quando envelheciam.
De acordo com outros contos, a morte foi devido a um erro. Assim, nas Ilhas Banks, diz-se que os homens começaram a viver para sempre, lançando suas peles, e que a permanência da propriedade continuou nas mãos. Qat, portanto, chamou um homem chamado Mate ("Morte") e deitou-o sobre uma tábua e cobriu-o mais; depois que ele matou um porco e dividiu a propriedade do companheiro entre os seus descendentes, os quais vieram e comeram da festa do funeral. No quinto dia, quando as conchas foram sopradas para afastar o fantasma, Qat removeu a cobertura, e Mate foi-se. Apenas seus ossos foram deixados. Enquanto isso, Qat tinha enviado Tagaro a Foolish para auxiliar no caminho para Panoi, onde os caminhos para o submundo e as regiões superiores dividem-se, para ver que Mate não iria abaixo; mas o tolo ficou perante o caminho do mundo acima para que Mate desceu para os reinos inferiores; e desde esse tempo todos os homens têm seguido o companheiro ao longo do caminho que ele tomou.
Ainda uma outra explicação é que a morte foi devido a desobediência. Assim, os Baining em Nova Britânia dizem que um dia o sol chamando todas as coisas juntas e pediu que queria viver para sempre. Todos vieram, exceto o homem; por isso as pedras e as cobras viveriam para sempre, mas o homem deveria morrer. Se homem obedecesse ao sol, ele teria sido capaz de mudar a sua pele ao longo do tempo como a serpente, e assim teria adquirido a imortalidade.
Como último exemplo desta classe de mitos podemos tomar uma que atribui a origem da morte por ingratidão. No conto do grupo Almirantado diz que um homem foi uma vez pescar; mas um espírito maligno queria matá-lo e comê-lo. Então o homem fugiu para a floresta. Lá, ele usou uma árvore para se esconder, e havia répteis dentro, e fechou a árvore novamente, de modo que quando o mal chegasse, não o visse e fosse embora. Após abrir árvore, o homem saiu. A árvore disse-lhe: "Traga-me dois porcos brancos", então o homem se foi para a sua aldeia e viu que tinha dois porcos, mas ele traiu a árvore e trouxe apenas um único um branco, outro negro clareou com giz. Descobrindo isso, a árvore repreendeu-o e disse: "Você é ingrato, embora eu tivesse sido boa para contigo e você não fez o que eu tinha pedido, ainda que você tivesse se refugiado em mim quando estava em perigo. Agora você não pode, e por isso deve morrer." Então, como resultado da ingratidão deste homem, a raça humana está condenada a mortalidade e não pode escapar à inimizade de espíritos malignos.

## Dilúvio e inundação
Dos mitos de dilúvio da região da Melanésia, apenas alguns foram relatados que não carregam as marcas da influência missionária. Como está nos contos da Nova Guiné britânica, a história diz que uma vez que uma grande inundação ocorreu, e o mar subiu e transbordou a terra, as colinas foram cobertas, e as pessoas e os animais correram para o topo da Tauaga, a montanha mais alta. Mas o mar os seguiu e todos ficaram com medo. No entanto, o rei das serpentes, Raudalo, disse para não temerem. "Por fim, ele disse aos seus servos: 'Onde agora estão as águas? E eles responderam: 'Elas estão subindo, senhor. E depois de um tempo ele disse novamente, 'Onde estão agora as águas?', e seus servos responderam, como haviam feito antes. E mais uma vez perguntou-lhes: 'Onde agora estão as águas? Mas desta vez todas as cobras, Titiko, Dubo e Anaur, tinham a resposta: 'Elas estão aqui, e em um momento em que vão tocar-te, Senhor'.
Então Raudalo, voltando-se... E estendeu a sua língua bifurcada, e tocou com a ponta de que as águas furiosas que estavam prestes a cobri-lo. E de repente o mar já não subiu, mas começou a fluir para baixo a lado da montanha. Raudalo ainda não estava contente, e perseguiu o dilúvio descendo a colina, de tempos em tempos colocar diante de sua língua bifurcada que não haveria de detê-lo no caminho. Assim foi que ao descer a montanha e sobre a terra da planície, até da costa do mar foi alcançado. E as águas chegaram à sua cama mais uma vez e o dilúvio cessou."
Outro conto a partir desta mesma região apresenta características interessantes.
Um dia, um homem descobriu um lago em que havia muitos peixes; e no fundo do lago vivia uma enguia mágica, mas o homem não sabia. Ele pegou muitos peixes e voltou no dia seguinte com o povo de sua aldeia a quem ele tinha dito sua descoberta; e eles também foram muito bem sucedidos. Uma mulher ainda prendeu a grande enguia, a Abaia, que habitava nas profundezas do lago, embora ela tenha escapado. Então a Abaia estava furiosa, pois seus peixes tinham sido pegos e que ela mesma tinha sido apreendida. E ela causou uma grande chuva a cair naquela noite, e as águas do lago também subiram, e todas as pessoas se afogaram, exceto uma velha que não tinha comido os peixes, salvando-se em uma árvore.
A associação de cobras e enguias com o dilúvio nestes contos sugere fortemente o tipo de corrente dilúvio-mito em partes da Indonésia, e conhecido também aparentemente nos grupos de Cook.

## Fluxo geográfico
A partir dos exemplos dados, pode ser visto que a origem dos mitos da Melanésia mostram evidências claras de origens dos compósitos. De pequenos grupos como das Ilhas do Almirantado várias lendas bastante diferentes que representam a mesma coisa foram coletadas, e ao longo de toda a área existe uma variedade impressionante. Em quão longe se estão justificados em atribuir um conjunto de mitos ao estrato de Papua mais antigos e outro para a da Melanésia é muito difícil dizer, já que muito pouco das tribos papuas mais puras da área tem sido ainda gravado. Comparação com a Polinésia e Indonésia sugere que os mitos da origem do mar, da humanidade como originalmente ter tido o poder de renovar a sua juventude, alterando peles, e da obtenção de fogo a partir de ou com a ajuda das cobras, eram principalmente de Papua, para nenhum vestígio de qualquer aparecem na Indonésia, e só o primeiro é encontrado em forma um pouco mutilado em Samoa, mas em nenhum outro lugar na Polinésia. Outros temas, no entanto, como a origem dos seres humanos de ovos ou de um coágulo de sangue, são amplamente conhecidos na Indonésia e também ocorrem na Polinésia ocidental e sul-ocidental, e parece ser elementos de imigrantes do grande fluxo de cultura que, passando da Indonésia para o leste no Pacífico, varrido com maior força o nordeste e partes do sudeste da Melanésia.

## Cultura heroica
Uma das características mais notáveis da mitologia da Melanésia é a proeminência de contos respeitante a dois heróis culturais, um dos quais é, como regra, sábio e benevolente, enquanto a outra é tolo e malicioso; ou a um grupo de irmãos, geralmente dez ou doze em número, dois dos quais, um sábio e um tolo, são especialmente notáveis. Assim uma espécie rudimentar de dualismo é desenvolvido que contrasta bastante acentuada a mitologia da Indonésia, ao mesmo tempo mostrando pontos de contato com a Polinésia, e também ideias da Micronésia.
Na Nova Britânia o Karvuvu sem sucesso imitou To-Kabinana na feitoria de uma mulher; e nas formas locais do mito da origem da morte foi To-Karvuvu que gritou e se recusou a reconhecer a sua mãe quando ela tinha derramado sua pele e tornado-se rejuvenescida, de modo que ele era, desta forma, diretamente responsável pela entrada da morte ao mundo. De acordo com um desses contos, To-Kabinana e To-Karvuvu estavam em um dia de caminhada nos campos quando disse a este último, "Vai, e cuidar da nossa mãe." Então To-Karvuvu foi encher um recipiente de bambu com água, derramou sobre sua mãe pedras aquecidas no fogo, matou-a, e colocou-a no forno para assar, depois que ele voltou para To-Kabinana. To-Karvuvu respondeu: "Fiz um assado dela com as pedras quentes", ao que seu irmão perguntou: "Quem te disse para fazer isso?". "Oh", ele respondeu, "Eu pensei que você disse para matá-la!" Mas, To-Kabinana declarou: "Oh, você é tolo, você vai morrer antes de mim. Você nunca deixa de fazer coisas loucas. Nossos descendentes agora vão cozinhar e comer carne humana."
Em outra ocasião, To-Kabinana disse ao seu irmão: "Venham, vamos todos construir uma casa"; e, portanto, cada um construiu uma habitação, mas To-Kabinana com telhado exterior de sua casa, enquanto o seu irmão tolo cobriu o lado de dentro. Então To-Kabinana disse: "Façamos chuva!". Assim que realizou a cerimônia propriamente dita, à noite choveu. A escuridão pressionou fortemente To-Karvuvu para que ele se sentasse, e veio a chuva através do telhado de sua casa e caiu sobre ele, e ele chorou. De manhã, ele veio a seu irmão, dizendo: "A escuridão pressionou em cima de mim, e a água da chuva me molhou, e eu chorei." Mas quando To-Kabinana perguntou: "Como você construiu sua casa?", o outro respondeu: "Eu cobri-a com telhado por dentro. Não é como a sua." Em seguida, ambos olharam para ele, e To-Karvuvu disse: "Eu vou puxá-lo para baixo e construir como o seu." Mas seu irmão tinha pena dele e disse: "Não faça isso. Vamos nós dois vivermos juntos em minha casa."
Muitas das coisas más ou prejudiciais do mundo foram obra do irmão tolo. Um dia To-Kabinana esculpido um thum, peixes de madeira, para deixá-lo flutuar no mar, o fez vivo para que ele pudesse ser sempre um peixe; e os peixes de Thum dirigiram os peixes de Malivaran na terra em grande número, para que pudessem ser capturados. Logo To-Karvuvu os viu, e perguntou ao seu irmão onde estavam os peixes que obrigou o Malivaran -peixes em terra. Assim, To-Kabinana disse-lhe para fazer a figura de um peixe de Thum, mas em vez do companheiro tolo esculpida a efígie de um tubarão e o colocou na água. O tubarão, no entanto, não conduziu os outros peixes em terra, mas comeu a todos, de modo que To-Karvuvu foi chorando para seu irmão e disse: "Eu desejaria que eu não tivesse feito o meu peixe, pois que ele come todos os outros"; de cima To-Kabinana perguntou: "Que tipo de peixe que você fez?" e ele respondeu: "Um tubarão." Então To-Kabinana disse: "Você é realmente um companheiro tolo. Você trouxe-o e nossos descendentes deverão sofrer devido a isso. Esse peixe vai comer todos os outros, e ele também vai comer as pessoas também."
Os personagens dos dois irmãos são claramente distinguidos, To-Karvuvu sendo nestes contos (como em muitos outros a partir desta mesma região) tolo ao invés de intencionalmente mal-intencionado, embora suas tolices são geralmente responsáveis aos problemas e atribulações da vida humana; considerando que, To-Kabinana, por outro lado, aparece como ativamente benevolente, suas obras bem-intencionadas em favor da humanidade são frustradas por seu irmão. Contos de um tipo semelhante foram coletadas em um ou dois pontos na costa Nova Guiné alemã, mas parece serem muito menos comuns do que entre a população costa da Nova Britânia. Da Nova Guiné britânica alguns contos deste tipo parecem ter sido coletados, embora histórias dos irmãos sábio e tolo são muito prevalentes nas Ilhas Salomão, Santa Cruz, e os Banks e das Novas Hébridas, onde eles são do segundo tipo, em que, em vez dos habituais dois irmãos, temos um grupo de dez ou doze anos.
Nas Ilhas Banks, Qat é o grande herói, e muitos contos são sobre ele e seus onze irmãos, os quais foram nomeados irmãos Tagaro, sendo um deles Tagaro, o Sábio, e o outro Tagaro, o Tolo. Nas histórias contadas em Mota, todos parecem ter combinado contra Qat e esforçou-se para matá-lo; mas, em Santa Maria, outra ilha do grupo, Qat tem sua antítese em Marawa, o Aranha, um personagem que em Mota parece tornar-se amigo e guia de Qat. Assim, de acordo com um conto, quando Qat tinha terminado sua obra de criação, ele propôs a seus irmãos, Tagaro, que fizessem as canoas para se. Qat cortou uma grande árvore e trabalhou secretamente todos os dias, mas não fez nenhum progresso, para cada manhã, quando ele voltou à sua tarefa, ele descobriu que tudo o que tinha sido feito no dia anterior foi desfeito, e o troco da árvore feito sólida novamente. Ao terminar o trabalho uma noite, ele decidiu assistir e, consequentemente, fazendo-se de tamanho muito pequeno, ele se escondeu debaixo de uma grande porção de que ele havia levado da pilha que havia feito durante o dia. Um velhinho apareceu de um buraco no chão e começou a colocar as porções de volta, cada um no lugar do qual ele tinha sido cortado, até que todo tronco de árvore estivesse inteiro quase uma vez mais, mas havia apenas uma peça faltando, ou seja, que sob as quais Qat tinha se escondido. Finalmente o velho encontrou, e como ele estava prestes a pegá-lo, Qat saltou, cresceu ao seu tamanho completo, e levantou seu machado para matar o velho homem que havia introduziu no seu trabalho. Este último, no entanto, que era Marawa disfarçado, implorou s Qat para poupar sua vida, prometendo completar a canoa. Então Qat teve misericórdia de Marawa, e ele terminou o barco, usando as unhas para colher e raspá-la para fora. Quando as canoas foram terminadas, Qat disse a seus irmãos para lançar deles, e como cada escorregou para a água, ele levantou a mão, e o barco afundou; depois do que Qat e Marawa apareceu, remando sobre sua canoa e surpreendendo os outros irmãos, que não sabiam que Qat estava no trabalho.
Depois disso, os irmãos tentaram destruir Qat, a fim de que eles pudessem possuir sua esposa e canoa. "Um dia, eles o levaram para o buraco de um caranguejo-terra sob uma pedra, que eles já tinham assim preparada por cavar sob ela que ele estava pronto para tombar sobre ele. Qat arrastou para dentro do buraco e começou a cavar para o caranguejo; seus irmãos derrubaram a pedra em cima dele, e pensando que ele foi esmagado até a morte, fugiu para aproveitar Ro Lei e a canoa. Mas Qat chamando Marawa pelo nome: "Marawa me leva ao redor, para Ro Lei!", foi o tempo que seus irmãos chegaram ao vilarejo, onde estava Qat para seu espanto sentado ao lado de sua esposa." Eles tentaram matá-lo de muitas outras maneiras, mas Qat sempre foi o vencedor, e os seus planos foram frustrados.
O elemento da oposição dos irmãos sábio e tolo é melhor trazido para fora, ao que parece, nas Novas Hébridas, onde Tagaro se torna o ator principal e é confrontado com Suqe-matua. "Tagaro queria que tudo fosse bem, e não teria nenhuma dor ou sofrimento. Suqe-matua teria todas as coisas ruins. Quando Tagaro tornou às coisas, ele ou Suqe-matua jogou-os no ar, o que Tagaro pegava era boa para se comer, o que ele perdia era inútil." Em uma ilha vizinha Tagaro é um dos doze irmãos, como nas ilhas Banks, e, geralmente, outro deles é Suqe-matua, que continuamente frustra ele. "Tagaro e Suqe-matua compartilhada a obra da criação, mas qualquer que seja a última fez foi errado Assim, quando eles fizeram as árvores, fruto de Tagaro eram boas para comida, mas Suqe-matua eram amargas; quando criaram os homens, Tagaro disse que eles deveriam andar ereto sobre duas pernas, mas Suqe-matua disse que eles deveriam ir como porcos; Suqe-matua queria ter homens dormem nos troncos de palmeiras sagu, mas Tagaro disse que eles devem trabalhar e habitam em casas assim. eles sempre discordou, mas a palavra de Tagaro prevaleceu. neste último recurso que temos exatamente o oposto das condições na Nova Britânia. Tagaro foi dito ser o pai de dez filhos, o mais inteligente dos quais era Tagaro-Mbiti.
Em outra parte do oponente esta ilha do Tagaro, aqui conhecido como Meragbuto, mais uma vez se torna mais um tolo simples, e muitos são os truques que Tagaro joga em cima dele." Um dia Meragbuto viu Tagaro, que tinha acabado de oleada seu cabelo com coco petróleo, e admirando o efeito muito, perguntou como este resultado tinha sido produzido Tagaro perguntou-lhe se ele tinha alguma galinhas, e quando Meragbuto respondeu que ele tinha muitos, Tagaro disse: ". Bem, quando eles empoleiradas nas árvores, você ir e sentar-se debaixo de uma árvore, e ungir-se com a pomada que eles vão jogar para baixo para você." Meragbuto realizado as instruções à risca e esfregou não só o seu cabelo, mas todo o seu corpo com os excrementos das aves. no dia seguinte ele foi orgulhosamente a um festival, mas assim que ele se aproximou de todos fugiu, gritando ao odor insuportável; só então Meragbuto perceber que ele tinha sido enganado, e lavou-se no mar.
Outra vez os irmãos Tagaro são colocados um em cima do tabu todos as nozes de coco de modo a que não se deve comer a eles; mas Meragbuto não prestou atenção a esta proibição, comer e comer até que ele tinha devorado quase todos eles. Então Tagaro tomou um pequeno coco, raspado metade da carne, e deixando o resto no shell, sentou-se para esperar a vinda de Meragbuto, que apareceu aos poucos, e vendo o coco, perguntou Tagaro se fosse dele. "Sim", disse Tagaro, "se você está com fome, comer, mas apenas na condição de que você comer tudo." Assim Meragbuto sentou-se e raspou o restante da nozes e comeu-a; mas embora ele raspadas e raspado, mais foi sempre à esquerda, e assim ele continuou a comer o dia todo. À noite Meragbuto disse a Tagaro, "Meu primo, eu não posso comer mais nada, meu estômago dói-me." Mas Tagaro respondeu: "Não. Eu coloquei um tabu sobre as coco-nozes, e você não o considerou, agora você deve comer tudo." Então Meragbuto continuou a comer até que finalmente ele explodiu e morreu. Se ele não tivesse morrido, não teria havido mais cocos, pois ele teria todos eles devorado.
No Tagaro última determinado a destruir Meragbuto e, consequentemente, ele disse: "Vamos cada construir uma casa." Eles fizeram isso, mas Tagaro secretamente cavou um buraco profundo no chão de sua casa e cobriu-o com folhas e terra; após o que ele disse a Meragbuto: "Vinde, incendiaram minha casa, para que eu e minha esposa e as crianças podem ser queimados e morrer, assim você vai se tornar o único chefe." Então Meragbuto veio e atearam fogo à casa de Tagaro, e depois foi para a sua própria e deitou-se e dormiu. Tagaro e sua família, no entanto, rapidamente se arrastou para o pit que lhe tinha preparado, e assim eles escaparam da morte; e quando a casa tinha queimado, saíram de seu esconderijo e sentou-se no meio da cinza. Depois de um tempo Meragbuto acordou, e dizendo: "Talvez a minha carne seja cozida," ele foi para onde a casa de Tagaro tinha sido, pensar para encontrar suas vítimas assado. Absolutamente espantado ao ver Tagaro e sua família som seguro e, ele perguntou como isso tinha acontecido, e Tagaro respondeu que as chamas não tinha prejudicado ele. "Boa!"disse Meragbuto "quando é noite, você vem e incendiaram minha casa e me queimar também." Então Tagaro atearam fogo à casa de Meragbuto, mas quando as chamas começaram a queimá-lo, Meragbuto clamou: "Meu primo! Dói-me. Estou morrendo." Tagaro, porém, respondeu: "Não, você não vai morrer, era exatamente assim no meu caso tenha-o bravamente; em breve serão mais" E assim foi, por Meragbuto foi queimado e totalmente destruído.
Dois pontos de interesse especial em conexão com estes contos merecem breve discussão. Um dos aspectos mais característicos de mitologia polinésia é a proeminência do ciclo Maui; e se compararmos estes contos polinésia com as histórias da Melanésia dos irmãos sábias e tolas, há uma sugestão de algum tipo de relação entre eles. Para ter certeza, a semelhança reside principalmente no fato de que em ambas as regiões, há um grupo de irmãos, um dos quais é capaz, os outros incapazes ou tolos, enquanto as façanhas reais das duas áreas são diferentes. Mais uma vez, é apenas na Nova Zelândia que mesmo essa pequena quantidade de correspondência é perceptível. Apesar, porém, desta base muito fino para comparação, ao que parece, tendo em vista a relativa ausência deste tipo de conto do resto da área do Pacífico, que a sugestão de conexão entre os dois grupos de mitos vale a pena uma investigação mais aprofundada. Isto é especialmente evidente em vista do segundo dos dois pontos a que foi feita referência, ou seja, a semelhança entre Tagaro, o nome dos irmãos Melanésia nas Novas Hébridas, e a divindade polinésia Tangaroa, que aparece em várias formas, ou seja, como um simples deus do mar na Nova Zelândia, como o criador da Sociedade e Grupos de Samoa, e como uma divindade maligna no Havaí. Ainda não é possível determinar a relação exata entre a polinésia Tangaroa e Takaro das Novas Hébridas, mas é provável que haja alguma ligação entre eles. Pode ser que o uso do nome nas Novas Hébridas é devido inteiramente ao empréstimo durante o relativamente recente contato polinésia; mas, por outro lado, é possível que Tangaroa é uma modificação polinésia da Melanésia Tagaro. A uniformidade geral das concepções de Tagaro na Melanésia, em contraste com o caráter variado de Tangaroa na Polinésia, acrescenta uma dificuldade considerável para o problema. A elucidação final do enigma deve esperar, no entanto, para os materiais actualmente disponíveis não são suficientemente completas para nos permitir tirar certas conclusões.

## Contos diversos

### Canibais
Uma classe muito comum de contos na Melanésia lida com canibais e monstros, e nossa discussão do grupo geral ou mais diverso de mitos pode muito bem começar com exemplos deste tipo. Como dito pelo Sulka, uma tribo de Papua de Nova Bretanha, uma dessas histórias é a seguinte. Uma vez que havia um canibal e sua esposa que havia matado e comido um grande número de pessoas, de modo que, temendo que fossem todos destruídos, o povo resolveu abandonar a sua aldeia e buscar segurança em voo. Assim, eles prepararam suas canoas, carregado todos os seus bens a bordo, e fez pronto para sair; mas Tamus, uma das mulheres da aldeia, estava com a criança, de onde os outros se recusaram a levá-la com eles, dizendo que ela seria apenas um fardo sobre a viagem. Ela nadou atrás deles, no entanto, e agarrou-se ao tronco de uma das canoas, mas eles bateram-la, obrigando-à voltar para a aldeia deserta e viver lá sozinha. No devido tempo, ela deu à luz um filho, e quando ele cresceu um pouco, ela iria deixá-lo em sua cabana, enquanto ela saiu para conseguir comida, avisando-o para não falar ou rir, para que os canibais deve ouvir e vir e comê-lo. Um dia sua mãe o deixou um dracaena como um brinquedo, e quando ela se foi, ele disse para si mesmo: "O que devo fazer para fora deste, meu irmão ou minha prima?" Em seguida, ele segurou a dracaena atrás dele, e logo se transformou em um menino, com quem ele jogou e falou. Resolvendo ocultar a presença de seu novo amigo. Pupal, de sua mãe, ele disse a ela em seu retorno: "Mãe, eu quero fazer uma partição em nossa casa, então você pode viver de um lado, e eu vou viver do outro" e ele fez isso, escondendo Pupal na sua parte da casa. De vez em quando sua mãe pensou que ela ouviu seu filho a falar com alguém e foi surpreendido com a quantidade de comida e bebida que necessário; mas, apesar de muitas vezes ela perguntou se ele estava sozinho, ele sempre declarou que ele era. Finalmente um dia ela descobriu Pupal e depois aprendeu que ele tinha vindo do dracaena. Ela estava contente que seu filho já tinha um companheiro, e todos os três viveram felizes juntos.
Tamus foi, no entanto, mais do que nunca com medo de que os canibais iria ouvir sons, e suspeitar da presença de pessoas da aldeia deserta, viria a comê-los; mas os dois rapazes tranquilizou-a, dizendo: "Não tenha medo;. vamos matá-los, se eles se atrevem a vir" Assim, tornando-se escudos e lanças, eles praticavam tiro e também ergueram uma barricada escorregadia sobre a casa, de modo que seria difícil de escalar. Depois de terem concluído os seus preparativos, eles montaram um balanço perto da casa, e enquanto eles estavam balançando, chamou os canibais, "Onde você está? Estamos aqui, venha e comer-nos." Os canibais ouvido, e um disse para o outro: "Você não ouve alguém chamando-nos ali? Quem ele pode ser, por temos comido todos eles." Então eles partiram para a aldeia para ver o que poderia ter feito o barulho, os dois rapazes sendo entretanto pronto na clandestinidade. Quando os canibais tentou subir a barricada, eles escorregou e caiu, e os meninos correndo para fora conseguido matar os dois depois de uma luta difícil. As crianças, então, chamado a mãe do menino, que tinha sido muito apavorado, e quando ela chegou e viu ambos os canibais mortos, ela construiu um incêndio, e eles cortaram os corpos e os queimaram, poupando apenas os seios da ogra. Estes Tamus colocar em uma concha de um coco, e devolvê-lo de volta ao mar, disse: "Vá para as pessoas que correram para longe daqui, e pergunte: 'Tenha os canibais mortos Tamus, e são estes os seios? ' permaneça flutuante, mas se eles disserem, 'Tem Tamus dei um filho e tem que matou os canibais, e são estes os seios da ogra? Depois afunde!".
A concha de coco flutuou para longe ao mesmo tempo e aos poucos veio para a nova aldeia construída pelas pessoas que haviam fugido anos antes. Tudo ocorreu como Tamus tinha previsto, e com a ajuda da concha de coco e seu conteúdo as pessoas aprenderam a verdade. Quando descobriram a morte dos canibais, eles ficaram muito felizes e partiu imediatamente para a sua antiga casa; mas apenas como eles estavam prestes a pousar, Pupal eo filho de Tamus atacou-os, e este lhe disse: "Vós abandonada minha mãe e lança-a para longe. Agora, vós não voltar." Depois de um tempo, porém, ele cedeu e permitiu que as pessoas à terra, e todos viviam juntos novamente feliz e em segurança na sua antiga casa.
Outra história canibal que introduz características interessantes é contada nas Novas Hébridas. Era uma vez um canibal chamado Taso, que veio um dia após a irmã de Qatu e matou-a, mas não comê-la porque ela estava grávida. Então ele abandonou seu corpo em um matagal, e ali, embora sua mãe estava morta, meninos gêmeos foram bom. Eles descobriram água da chuva coletada em folhas mortas, e brotos de plantas que eles poderiam comer; para que eles viviam, e quando eles cresceram idade suficiente para andar, andaram na floresta até que um dia eles encontraram uma nozes pertencente a seu tio Qatu. Ele veio diariamente para dar-lhe comida, mas quando ele saiu, os meninos comeria parte das disposições da nozes. Assim, eles cresceu, e suas peles e cabelos eram justas. Qatu se perguntou por que sua nozes não se tornou gordura, e assistindo, descobriu os tmns e pegou-los; mas quando lhe disseram quem eram, ele acolheu-os como seus sobrinhos e levou-os para casa com ele. Depois que cresceu mais, ele fez pequenos arcos de folhas de sagu para eles, e quando eles poderiam atirar lagartos, ele quebrou os laços, dando-lhes maiores com que derrubaram maior jogo; e, assim, ele treinou-los até que eles estavam crescidos e poderia atirar nada. Quando eles eram jovens, Qatu disse-lhes sobre Taso e como ele havia assassinado sua mãe, alertando-os para ter cuidado, para que ele não deve pegá-los. Os gêmeos, no entanto, determinado a matar o canibal, para que eles definir um tabu em uma bananeira que lhes pertencem e disse ao seu tio: "Se o nosso cacho de bananas começa a amadurecer no topo e amadurece para baixo, você vai saber que taso nos matou, mas se ele começa a amadurecer na parte inferior e amadurece para cima, vamos tê-lo matado".
Então eles partiram para matar Taso, mas quando chegaram a sua casa, ele tinha ido à praia para afiar os dentes, e só sua mãe estava em casa. Assim, eles foram e sentou-se na Gamal casa dos homens, para esperar por ele, e acender um fogo no forno, assaram algumas inhame e pedras aquecidas no fogo. Então a mãe de Taso cantou uma canção, dizendo-lhe que havia dois homens no Gamal e que eles devem ser alimento para ele e para ela; de modo que o canibal rapidamente voltou a partir da costa, e quando veio, ele moveu a cabeça de um lado para o outro, golpeando as árvores de modo que passaram desabar. Quando chegou ao Gamal ele subiu em cima da porta-rail, mas os meninos imediatamente atirou para ele todas as pedras quentes do forno e derrubou-o, e depois com os seus clubes bateram nele até que ele estava morto, após o que matou sua mãe, e incendiando a casa sobre eles, foi embora. Agora Qatu, ouvindo o estalar dos bambus como a casa queimada, disse: "Ai de mim, Taso provavelmente queimou os meninos!" Apressando para ver o que tinha acontecido, no entanto, ele se encontrou com eles no caminho e ouvi-los de que eles tinham matado Taso e tinha vingado a sua mãe que ele havia matado.
Embora muito temido, e capaz de destruir as pessoas em números, os canibais são geralmente representada como burro e facilmente iludido, como mostrado nos dois contos seguintes. Em uma vila viveu quatro irmãos, o mais velho dos quais um dia levou seu arco e saiu para atirar peixe. Aqueles que só foram feridos ele enterrou na areia, e assim continuou até sua flecha bateu e ficou preso no porta-malas de um pão-de árvores de fruto; depois do que, olhando para cima e vendo fruta madura, ele subiu na árvore e jogou vários deles para baixo. Um canibal velho ouviu o som como eles caíram e disse: "Quem é que roubar minha fruta?" O homem na árvore respondeu: "Sou eu com os meus irmãos", e o velho ogro respondeu: "Bem, vamos ver se o que você diz é verdade. Basta ligar para eles." Assim, o homem gritou: "Meus irmãos!" e todos os peixes que ele havia enterrado na areia, respondeu, de modo que soou como se muitos homens estavam perto; após o que o canibal estava assustada e disse: "É verdade, mas apresse-se, pegue o que você vai apenas me deixe os pequenos." Então, o homem tomou a fruta-pão, reuniu-se o peixe que ele havia enterrado, e foi para casa; mas quando seus irmãos pediu-lhe para compartilhar sua comida com eles, ou pelo menos dar-lhes as peles de peixe, ele se recusou, dizendo-lhes para ir e obter algum para si.
No dia seguinte, o segundo irmão saiu, seguido faixas de seu irmão, imitou o seu procedimento, e voltou com peixes e frutos; o terceiro irmão fez o mesmo no dia seguinte; e, em seguida, foi a vez do quarto para ir. Ele, no entanto, não conseguiu enterrar o peixe ferido, mas os matou, e quando o canibal pediu-lhe para chamar seus irmãos, não houve resposta. "Aha", disse o canibal, "agora eu tenho você. Você tem que descer da árvore." "Ai sim!"disse o irmão mais novo, "Eu descerá sobre aquela árvore ali." Rapidamente o ogro levou seu machado e cortar a árvore, e, desta forma ele derrubou todo aquele que estava perto. "Agora, eu certamente ter você", disse ele, mas o irmão mais novo respondeu: "Não, eu virá para baixo em sua filha mais nova lá." Então, o canibal correu para ela e lhe deu um golpe fatal; e assim o homem na árvore induzida o monstro tolo para matar todos os seus filhos e sua esposa e por último a cortar a própria mão, após o que o homem desceu da árvore e matou o ogro.
A história a seguir apresenta características marcantes de acordo com certos contos da Indonésia. Um homem e sua família tinha secado e preparou uma grande quantidade de alimentos, que eles armazenados em uma encenação em sua casa; e um dia, quando o homem tinha ido para o seu campo de trabalho, um canibal chegaram à casa, e vendo todas as disposições, resolveu levá-los. Então ele disse à esposa do homem, que tinha sido deixada sozinha com as crianças, "Meu primo me disse para dizer-lhe para me dar um pacote de comida." A mulher deu-lhe um, e escondeu-o na floresta, depois que ele voltou e repetiu o pedido, realizando assim fora todo o alimento que as pessoas tinham armazenado. Finalmente, ele agarrou a mulher e seus filhos, calá-los em uma caverna, e retirou-se, de modo que quando o marido voltou, encontrou sua casa vazia. Pesquisando sobre, ele finalmente ouviu sua mulher chamando-o da caverna onde ela tinha sido preso, e ela disse-lhe como o canibal, depois de roubar sua comida, tinha levado ela e as crianças. Difícil embora seu marido tentou, ele não podia abrir a caverna, mas foi forçado a sentar-se lá impotente, enquanto sua esposa e família morreu de fome, depois que ele voltou para sua cidade e entrançados wristlets do viúvo e ARM-bandas para si mesmo. Um dia, o velho canibal veio, e vê-lo sentado lá, ele admirava os ornamentos entrançados que o homem usava, mas não sabia o que eram. Ele pediu ao homem para fazer-lhe um pouco como eles, e o viúvo concordou, dizendo: "Você deve primeiro ir dormir, então eu posso fazê-los corretamente." Então, eles foram em busca de um local adequado, e o homem, depois secretamente contando os pássaros represar o rio, que a cama pode ser seco, levou o canibal para uma grande árvore-raiz no canal do fluxo e lhe disse que este seria um bom lugar. Acreditando que ele, o canibal deitou-se na raiz e dormiu, após o que o homem tomou fortes rattans e videiras e amarrado o monstro rápido, após o que ele chamou os pássaros para quebrar a barragem e deixe o dilúvio descer o rio. Ele próprio correu para o banco em segurança, e quando o canibal, despertado pela água que subiu mais alto, gritou: "O que é essa coisa de frio que me toca?" o homem respondeu: "Você mal caverna-monstro, certamente ele foi para você que nós preparamos toda a comida, e você veio e comeram Você também matou a minha esposa e filhos, e agora você quer que eu trançar uma banda braço. para voce." Então ele arrancou seu braço-faixas e sinais de luto e jogou fora, enquanto a água subiu acima da cabeça do canibal e afogou.

### Mulheres
O tema da mulher abandonada pelo povo da aldeia, uma forma de que já foi dado, é muito comum na Melanésia, e outra versão apresenta várias características interessantes para comparação. Uma mulher chamada Garawada um dia foi com a mãe-de-lei para a selva para se colhem figos. Chegando a uma figueira, Garawada subiu e começou a comer o fruto maduro, enquanto ela jogou os verdes para a mãe-de-lei. Este último, irritado com isso, chamados a Garawada a descer, mas quando ela chegou à bifurcação da árvore, a velha, que era uma bruxa, causada os garfos para vir junto, aprisionando assim, sua filha-de-lei, depois de que ela foi embora e deixou-a. Por muitos dias a mulher permaneceu na árvore, e, finalmente, deu à luz um filho; mas depois de um tempo a criança caiu no chão, e embora sua mãe temia que ele iria morrer, ele encontrou frutos silvestres e água, e viveu. Um dia, ele olhou para a árvore e descobriu sua mãe, e desde então ele deu seus frutos e bagas, a fim de que ela pode não morrer de fome. No entanto, ele ansiava por outros companheiros, e um dia ele disse a seu pai: "Mãe, ensina-me a minha parte para que eu possa cantá-la quando eu encontrar o meu povo, e que, portanto, eles podem me conhece." Então ela lhe ensinou seu feitiço:
"Eu tenho sugado os brotos de dabedabe;
Minha mãe é Garawada."
A criança, em seguida, correu para buscar seu caminho para fora da selva. Uma vez que ele se esqueceu de sua música, mas depois apressar volta para reaprender-lo, ele correu novamente e chegou à borda da floresta, onde ele viu algumas crianças jogando dardos em um coco que foi rolado no chão. Ele ansiava para jogar com eles, e fazendo para si um dardo, ele correu em direção a eles, cantando seu charme e lançando seu míssil. Não está sendo usado para apontar a uma marca, no entanto, ele perdeu o coco e atingiu uma das crianças no braço, whereat, pensando um inimigo deles tinha atacado, as crianças correram gritando para suas casas. No dia seguinte ele voltou, e desta vez as crianças fugiram de uma vez, mas, embora ele seguiu, ele foi incapaz de pegá-los, e assim voltou uma segunda vez para a mãe. As crianças agora relatou sua aventura para seus pais, eo pai de um deles determinado a ir com eles no dia seguinte e se esconder para que ele pudesse ver o que aconteceu. Assim, quando a pequena selva-boy voltar pela terceira vez, o homem correu e pegou-o e perguntou-lhe quem era; após o que o menino lhe contou a história de bravura de sua mãe, e como ele mesmo tinha crescido sozinho na selva, e, em seguida, cantou sua canção:
"Eu tenho sugado os brotos de dabedabe;
Minha mãe é Garawada"
Neste, o homem disse: "Verdadeiramente tu és meu sobrinho. Venha, vamos ir e definir tua mãe livre." Então eles foram com muitos dos moradores e cortar a árvore, pois não podiam separar os ramos; mas como a árvore caiu, Garawada escapuliu e correu rapidamente para a praia, e lá, se transformando em um caranguejo, arrastou em um buraco na areia. Seu filho chorava, porque ele sabia que sua mãe lhe tinha deixado, mas seu tio o levou de volta para a aldeia e levou-o para sua própria casa, e as crianças já não estavam com medo de tê-lo como playfellow.
O tema da donzela-cisne, o que talvez ocorra em partes da Polinésia e amplamente na Indonésia, parece bastante bem desenvolvido nas Novas Hébridas. De acordo com a versão contada nas ilhas Leprosos, um grupo de celeste, donzelas alados uma vez voou para a Terra para se banhar, e Tagaro assisti-los. Viu-os tirar suas asas, roubou um par, e os escondeu no pé do principal pilar de sua casa. Ele então retornou e encontrou todos fugiram, mas a um sem asas, e ele a levou para sua casa e apresentou-à sua mãe como sua esposa. Depois de um tempo Tagaro levou-a para remover ervas daninhas de seu jardim, quando os inhames ainda não estavam maduras e, como ela eliminados e tocou as vinhas inhame, tubérculos maduros entrou em sua mão. Os irmãos de Tagaro pensou que ela estava cavando inhame antes de seu tempo e repreendeu-a; ela entrou na casa e sentou-se chorando ao pé da coluna, e enquanto ela chorava lágrimas caíram, e desgaste da terra tamborilava baixo em cima de suas asas. Ela ouviu o som, pegou suas asas e voou de volta para o céu.
Outra versão acrescenta que o retorno da donzela do céu levou seu filho com ela; e quando Tagaro veio para encontrar sua esposa e filho ausente, ele perguntou a sua mãe sobre eles, sua resposta é que eles tinham ido para a casa e chorava porque tinha sido repreendido sobre os inhames. Tagaro correu para a habitação, mas vendo que as asas foram embora, ele sabia que sua esposa e filho tinham voltado para o céu da terra. Então ele chamou um pássaro e disse, "Voa-se e procurar por eles em seu país, pois você tem asas e eu não tenho." Então, o pássaro voou para cima e para cima e para cima, e empoleirado em cima de uma árvore no céu do país. Sob a árvore de esposa de Tagaro sentou-se com seu filho, fazendo esteiras, e o pássaro, arranhando sobre uma fruta imagens de Tagaro, a criança e sua mãe, deixou cair a seus pés. O menino agarrou-a e reconhecendo as imagens, eles olhou para cima e viu a ave, de quem eles aprenderam que Tagaro foi procurá-los. O céu-mulher pediu o pássaro dizer Tagaro que ele deve ascender ao céu-terra, pois somente se ele deve vir para cima com ela que ela concorda em descer à terra novamente. O pássaro levou a mensagem, mas Tagaro estava em desespero, pois como, sem asas, ele poderia alcançar o céu? Por fim, ele teve uma ideia. tornando rapidamente um poderoso arco e uma centena de flechas, ele atirou em um deles para o céu. A flecha presa com firmeza, e ele então disparou outra na coronha do primeiro, e um terceiro para a coronha da segunda, e assim, um após o outro, ele enviou suas setas, fazendo uma cadeia de seta, até que, quando ele teve acelerou o último, no final da cadeia atingiu a terra. Então do céu um banian-root se arrastou para baixo a cadeia seta e criou raízes na terra. Tagaro soprou sobre ele, e ele tornou-se maior e mais forte, pelo que, tendo todos os seus ornamentos, ele e o pássaro escalou a banian-root para o céu. Lá ele encontrou sua esposa perdida e filho, e disse-lhes: "Vamos agora descer." Assim, a mulher recolheu suas esteiras e seguiu-o, mas quando Tagaro disse a ela: "Você vai primeiro", ela respondeu: "Não, não é o primeiro." Então Tagaro começou, e seguiram; mas quando eles foram até a metade, a mulher tirou um machado que ela tinha escondido e cortar o banian-root logo abaixo dela, de modo que Tagaro eo pássaro caiu por terra, enquanto ela e seu filho voltou novamente para o céu.
Na sua distribuição a história da Ilha das Mulheres apresenta uma série de elementos de interesse. De acordo com a versão da Nova Britânia, um dia o homem um definir algumas armadilhas em uma árvore para pegar pombos. Uma das aves foi capturado, mas conseguiu rasgar o laço solto e saiu voando sobre o mar. O homem, pensando para prendê-lo, seguiu em sua canoa, e depois de ter remou todo o dia e toda a noite, de manhã ele viu uma ilha e que o pássaro empoleirado em cima de uma árvore. Cuidadosamente ocultando sua canoa, ele começou após o pássaro, mas as pessoas de audição que vem, ele rapidamente subiu em uma árvore e se escondeu. A árvore estava diretamente sobre uma mola, e em breve muitas mulheres apareceu, vindo para obter água. Um deles precedeu os outros, e quando ela se abaixou para mergulhar-se água, ela viu o reflexo do homem na superfície da piscina; e então ela gritou para seus companheiros: "Eu vou encher seus água-embarcações para você", pois ela não queria que os outros para saber que havia um homem na árvore. Quando todos os navios tinham sido preenchidos e as mulheres começaram a voltar para casa, ela secretamente deixou pára-sol por trás; e depois de terem passado um pouco, ela disse, "Oh, eu deixei meu sol-escudo! Vocês todos ir, eu vou pegar." Então, ela voltou para a primavera, e chamando para o homem a descer, ela pediu-lhe para casar com ela, e ele concordou. Ela o levou para sua casa e secretado-lo lá, e, portanto, só ela de todas as mulheres tinham um homem por seu marido; para todo o resto tinha apenas tartarugas. No devido tempo, ela teve um filho, ao qual as outras mulheres tinham inveja e perguntou-lhe como sua criança humana tinha nascido, mas ela se recusou a revelar seu segredo, embora aos poucos ela confidenciou a sua irmã que tinha encontrado um homem e concordou para deixá-la também se tornou sua esposa. Quando, mais tarde sua irmã deu à luz uma criança, as outras mulheres foram novamente curioso, e, finalmente, descobrir o segredo, todos e cada um deles desejava ter o homem para o seu marido, e eles pagaram as irmãs para deixar todos eles casar com o homem e tornam-se suas esposas; de modo que o homem tinha muitos cônjuges. Após o primeiro filho do homem tinha crescido, ele decidiu deixar a ilha; e, consequentemente, descobrindo sua canoa, que ele havia escondido, ele remou afastado para sua própria casa, onde viu os sinais que foram colocadas na casa dos mortos, para todo o pensamento ele se afogou. Era noite quando ele chegou a sua aldeia e, quando ele bateu no tambor para deixar sua esposa saber que ele havia retornado, ela gritou: "Quem está aí?" ao que ele respondeu: "É I." Ela acendeu uma tocha e saiu da casa e olhou para ele; mas estava com raiva, e dizendo: "Você é o único que causou-nos a gastar todo o nosso talão dinheiro em vão em suas cerimônias fúnebres, enquanto você tem vivido descaradamente com outras mulheres, ela pegou um machado e golpeou-o de modo que ele morreu.
De contos em que objetos inanimados se tornar pessoas ou agir como tal, e que arco aparentemente característica da área da Melanésia, podemos tomar um exemplo da Nova Guiné alemã. Uma noite, enquanto duas mulheres estavam dormindo em uma casa, um tapa -beater se transformou em uma mulher que se assemelha um do par, e acordar o outro, disse-lhe: "Venha, é hora de ir pescar." Assim, a mulher se levantou, e eles levaram tochas e saiu para o mar em uma canoa. Depois de um tempo ela viu uma ilha de deriva-madeira, e como o amanhecer veio, percebeu que seu companheiro tinha se transformado em um tapa -beater, então ela disse: "Oh, o tapa. -beater me enganado Enquanto conversávamos à noite, ele estava de pé no canto e nos ouviu, e no meio da noite ele veio e me enganou." Pousando-a na ilha, o tapa -beater remou para longe e abandonou-a; mas ela procurava por comida, e encontrou o ovo de um mar-águia que ela tinha na mão até que ele quebrou e chocaram um jovem pássaro, para o qual ela se importava até que ele cresceu grande. Então o pássaro iria voar fora e obter peixes para ela comer, e também trouxe um fogo-marca, para que ela pudesse cozinhar sua comida. Seu grande desejo, no entanto, foi para voltar para sua casa; mas quando a ave disse que iria levá-la para a margem, ela duvidava que ele era forte o suficiente. Então o pássaro apreendido uma grande tora de madeira e mostrou-lhe que ele poderia levantar isso, então ela finalmente confiava nele e, assim, nasceu com segurança de volta para sua própria ilha. Seus pais o prazer de vê-la, e ela acariciado e alimentado o pássaro que tinha tomado conta dela tão bem; mas desde o mar-águia não poderia ser conteúdo, ele voou para longe. Então a mulher disse a seus pais como o tapa -beater tinha enganado e sequestrou; e seu pai estava com raiva, e construir um grande incêndio, ele jogou a tapa -beater nele e queimou-se.

### Fantasmas
Igualmente típico da Melanésia são os muitos contos de fantasmas; e um exemplo do Kai, uma tribo de Papua de Nova Guiné Alemã, é a seguinte. Um dia, um número de irmãos que foram recolhendo material para fazer braço-bandas havia subido em uma grande árvore, quando o mais jovem fez uma mis-passo, e caindo no chão, foi morto. Os outros irmãos, que não podia ver o que tinha acontecido por causa da espessa folhagem, gritou: "O que foi que caiu?" O fantasma do irmão morto, no entanto, ainda estava na árvore e disse: "Eu pisei em um galho morto que quebrou", e, portanto, mentir para seus irmãos, desceu da árvore, antes deles, colocou seu corpo em folhas, e esconderam. Quando seus irmãos vieram para baixo, o fantasma foi junto com eles, mas no caminho de repente ele disse: "Oh! Esqueci-me e deixou algo para aquela árvore. Espere por mim até que eu obtê-lo." Assim, eles esperou enquanto o fantasma voltou, pegou seu corpo, e trouxe-o junto, mas escondeu-lo novamente antes de ele vir para o lugar onde seus irmãos estavam. Então, todos eles foram em direção à aldeia; mas depois de um tempo, ele repetiu o truque várias vezes até que seus irmãos, tornando-se suspeito, assistiu e descobri como eles tinham sido enganados. Então todos eles fugiram, e vindo para a aldeia, gritou: "Temos visto algo misterioso. Feche as portas." E todo o povo obedeceu, todos, mas uma velha e seu neto, pois ela não tinha ouvido o aviso e deixou sua porta aberta.
Aos poucos o fantasma veio, carregando o seu corpo em suas costas. Ele tentou jogar seu cadáver para a primeira casa, mas bateu contra a porta fechada e caiu de novo; então ele pegou e lançá-lo no próximo, com resultado semelhante. Assim, ele tentou todos eles até que ele veio para a última casa, em que a velha viveu; e aqui, porque a porta estava aberta, o fantasma sucedido e jogou seu corpo para dentro da casa. Rapidamente a velha apreendeu o pacote e atirou-o para fora outra vez, mas o fantasma pegou e atirou-a de volta. Assim, eles continuaram a enviar o corpo para frente e para trás; mas finalmente a velha apreendeu seu neto por engano e atirou-o para fora, em que o fantasma gritou: "Isso é ótimo! Agora você me deu algo para comer." A velha, em seguida, disse: "Jogue-o de volta," mas o fantasma respondeu, pensando em enganar ela, "Você primeiro jogar fora meu corpo. Então eu vou jogá-lo de volta." Então, eles argumentaram até o amanhecer estava próximo, quando a velha gritou: "O amanhecer está chegando. Isso significa alguma coisa para você ou para mim?" Desde o fantasma respondeu: "Para mim!" a mulher adiada até o dia havia chegado. A luz do sol colocar o fantasma em perigo, então ele jogou o neto de volta e recebeu seu próprio corpo em troca; mas já não sendo capaz de esconder-se, ele foi transformado em um selvagem taro -plant, enquanto seu corpo se tornou um pedaço de casca.

### Animais
Em muitas partes da Melanésia um tipo de conto é encontrado o que parece ser rara na Polinésia e Indonésia, mas é, por outro lado, comum na Austrália, ou seja, as histórias contadas para dar conta de marcas ou características de diferentes animais, plantas peculiares, ou coisas inanimadas. Nas Ilhas Banks diz-se que um rato e um trilho, uma vez que encontrar um gariga -tree cheio de fruta madura, de contestação, que deve escalar a árvore. Por fim, o rato subiu, mas em vez de jogar frutas maduras para baixo para o rail, ele comeu-se e jogou para baixo a apenas pedras. Encontrando que o rato se recusou a dar-lhe toda a fruta bem madura, o pássaro disse, "Jogue-me para baixo aquele. Ele só está maduro vermelho", após o que o rato tomou o fruto e jogou-a na amurada, para que ele bateu em a testa e preso rápido. O trilho estava com raiva, e como o rato desceu da árvore, ele empurrou a folha desdobrada de um dracaena em garupa do rato, onde ele ficou preso rápido. Assim, a cauda do rato é a folha do dracaena que o trilho colocar lá, eo caroço vermelho na cabeça do trilho é o gariga -frutas quais o rato jogou para ele.
Em Leprosos ilha nas Novas Hébridas a origem de bons e maus inhame é dada como segue. Um dia, uma galinha e seus dez galinhas deparei com um inhame selvagem, que se levantou depois de um tempo e comeu uma das galinhas. Os sobreviventes chamados a uma pipa, que disse à galinha, "Coloque as galinhas debaixo de mim", e quando o inhame veio e pediu o kite, onde as galinhas eram, o pássaro respondeu: "Eu não sei." Então, o inhame repreendeu o kite, e este último, aproveitando o inhame, voou alto no ar e deixou-a cair no chão. Em seguida, outra pipa levou-lo e deixá-lo cair, de modo que o inhame foi dividido em duas partes; e, assim, os dois kites dividiu o inhame entre eles, de onde alguns inhame são bons e alguns são ruins.
A história de como a tartaruga tem sua concha é contada da seguinte forma em British Nova Guiné. A tartaruga eo wallaby, estar com fome um dia, fomos juntos ao jardim do hombill e começou a comer suas bananas e cana de açúcar. Enquanto eles estavam assim envolvidos, os pássaros estavam preparando um banquete, e Binama, o hornbill, perguntou um deles para ir para a praia para um pouco de água salgada com a qual o sabor da comida. Vários desculpas feitas, pois temiam que um inimigo pode matá-los, mas, finalmente, o wagtail concordou em ir, e no caminho atravessou o jardim de Binama, onde viu o wallaby eo banquete de tartaruga. A tartaruga era muito assustada por ter sido descoberto e disse: "Seu mestre mandou-nos comer suas bananas, pois estávamos com fome." O wagtail sabia que isso não era verdade, mas não disse nada, tem a água do mar, e retornando para a aldeia por outro caminho, gritou: "Amigos, a tartaruga eo wallaby está comendo no jardim de nosso mestre." Em seguida, todas as pessoas estavam com raiva, e recebendo as suas lanças, eles correram e cercaram o jardim. O wallaby, vendo o perigo, fez um tremendo salto e escapou, mas a tartaruga, não tendo meios de fuga, foi apanhado e levado prisioneiro para a casa de Binama, onde ele foi amarrado a um poste e posta sobre uma prateleira até o dia seguinte, quando Binama e os outros foi buscar comida para fazer uma festa, na qual eles pretendiam matar a tartaruga. crianças só de Binama foram deixados na casa, e a tartaruga, falando suavemente para eles, disse: "Solte minhas prisões, ó filhos, para que possamos jogar juntos." Este as crianças fizeram e, em seguida, a pedido da tartaruga, obteve o melhor de ornamentos de seu pai, que a tartaruga vestiu e usava enquanto engatinhava sobre. Este divertiu as crianças e elas riram em voz alta, para a tartaruga tinha colocado um grande colar de contas sobre o seu pescoço e braceletes do escudo em seus braços e uma enorme tigela de madeira nas costas. Aos poucos as pessoas podiam ser ouvidos retornando; e, logo que a tartaruga se tornou ciente disso, ele correu rapidamente para o mar, enquanto as crianças gritou: "Vem depressa, para a tartaruga está fugindo!" E todo o povo perseguido a tartaruga, mas ele conseguiu chegar ao mar e mergulhou fora da vista. Quando as pessoas chegaram à costa, que gritou: "Mostre-se! Levanta a cabeça!" Assim, a tartaruga se levantou e enfiou a cabeça acima da água, após o que os pássaros atirou grandes pedras nele e quebrou um dos braceletes; eles jogaram novamente e destruiu o outro; novamente, e bateu o colar, para que a cadeia cedeu, e as contas foram perdidos. Então pela última vez chamando para a tartaruga para mostrar-se, lançaram pedras grandes que caíram sobre a bacia de madeira em suas costas, mas eles não quebrá-lo, e a tartaruga não foi prejudicado. Em seguida, ele fugiu longe sobre o mar, e até hoje todas as tartarugas carregam em suas costas a tigela que uma vez estava na casa de Binama.
Da Nova Bretanha vem o seguinte conto do cão e do canguru. Um dia, quando o canguru ia junto, seguido pelo cão, ele comeu um amarelo Lapua -frutas e foi convidado pelo cão, quando este veio com ele, "Diga-me, o que você comeu que sua boca é tão amarelo ?" O canguru respondeu: "Há alguns deles na log lá", apontando para uma pilha de sujeira; após o que o cão, pensando que era bom, correu rapidamente e comeu-se, apenas para ouvir seu companheiro rir e dizer: "Escuta, amigo, o que eu comi foi um amarelo laptua - fruto assim; o que você comeu é simplesmente imundície ". Irritado com o truque jogado sobre ele, o cão resolveu se vingar, e assim, como eles foram em direção à costa, ele correu à frente e enterrou suas patas dianteiras na areia. Quando o canguru surgiu, o cão disse: "Gracioso, mas você tem patas dianteiras longas quebrar um pedaço de suas longas patas eu ter quebrado fora de um pedaço de mim como você vê, e agora os meus são bonita e curta Você!.. fazer o mesmo, e, em seguida, vamos ambos estar igualmente." Então, o canguru quebrou um pedaço de cada uma de suas patas dianteiras e jogou os pedaços de distância, após o que o cão levantou-se e disse, triunfante, "Aha! Eu ainda tenho patas dianteiras longas, mas você tem aqueles única curtos. Você é o único que enganou mim e me fez comer a sujeira", e proferindo estas palavras, ele pulou no canguru e o matou, e desde então o canguru teve patas dianteiras curtas. Em vários casos, o paralelismo entre os contos da Melanésia e da Austrália deste tipo é muito marcante; seu significado será aparente mais tarde.
 Este artigo incorpora texto de uma publicação, atualmente no domínio público: Citação: 